# Jürgen Mecheels
Jürgen Mecheels (* 1928 in Stuttgart; † 31. Juli 2006) war ein deutscher Chemiker, der auf dem Gebiet der Textilforschung tätig war.

## Leben
Jürgen Mecheels ist der Sohn von Otto Mecheels und Lisel Mecheels. Er wuchs in Mönchengladbach auf und kam zusammen mit seinen Eltern 1944 nach Bönnigheim und 1946 nach Hohenstein. Er studierte Chemie an der Universität Heidelberg und schloss mit der Promotion in Stuttgart ab. Nach mehreren Industriepraktika übernahm er 1962 die Leitung der von seinem Vater gegründeten Hohenstein Laboratories in Bönnigheim.
Mit seinen wissenschaftlichen Arbeiten begründete er die quantitative Bekleidungsphysiologie und legte damit den Grundstein für die Entwicklung von Kleidung mit hohem Tragekomfort. Jürgen Mecheels baute die gesamte industrienahe Forschung der Hohenstein Laboratories aus und gab dem Unternehmen die noch heute prägende Struktur. Durch seine Strategie gelang es ihm, umweltrelevante Fragen der Textilherstellung und humanökologische Probleme so zu thematisieren, dass daraus ein objektives Prüfsystem mit weltweiter Verbreitung unter dem Dach der Internationalen Oeko-Tex-Gemeinschaft wurde. Seine Leistungen wurden mit dem Bundesverdienstkreuz am Bande gewürdigt.
Als Jürgen Mecheels 1995 die Institutsleitung an seinen Sohn Stefan Mecheels übergab, war die Hohenstein Laboratories zu einem Unternehmen mit über 120 Mitarbeitern gewachsen. Am 31. Juli 2006 starb Jürgen Mecheels im Alter von 78 Jahren.

## Schriften
- Formamidreaktionen an Chemiefasern. Ein Beitrag zur Frage des Feuchtetransportmechanismus von Textilien. Dissertation, 1962.
- Einfluß der Schnittgestaltung von Berufsbekleidungsstücken auf den Regelbereich der Kleidung. Bönnigheim 1974.
- Entwicklung eines Meßverfahrens für die Beurteilung der thermoregulatorischen Funktion von Kleidung. Bönnigheim 1975.
- Bekleidungsphysiologisches Verhalten von Regenschutzkleidung. Bönnigheim 1976.
- Körper, Klima, Kleidung. Grundzüge der Bekleidungsphysiologie. Schiele und Schön, Berlin 1991, ISBN 3-7949-0619-5.